# Fjodor Nikolajevič Posnikov
Fjodor Nikolajevič Posnikov (rusko Фёдор Никола́евич По́сников), ruski general, * 1784, † 1841.
Bil je eden izmed pomembnejših generalov, ki so se borili med Napoleonovo invazijo na Rusijo; posledično je bil njegov portret dodan v Vojaško galerijo Zimskega dvorca.

## Življenje
Sprva je bil dvorni paž, a je bil 8. oktobra 1798 kot poročnik dodeljen Semjonovskem polku. Udeležil se je vojne tretje koalicije; za zasluge je bil 26. aprila 1806 povišan v polkovnika. 
Udeležil se je tudi vojne četrte koalicije ter patriotske vojne; za zasluge je bil 15. septembra 1813 povišan v generalmajorja. 28. septembra istega leta je postal šef Malorosijskega grenadirskega polka. 
Januarja 1814 je začasno poveljeval 2. grenadirski diviziji; z njo je sodeloval pri zavzetju Pariza. 24. decembra 1815 pa je postal stalni poveljnik divizije. 
7. decembra 1829 je bil premeščen k policiji; upokojil pa se je 5. decembra 1834.